# Cousinia sagittata
Cousinia sagittata là một loài thực vật có hoa trong họ Cúc. Loài này được C.Winkl. & Strauss mô tả khoa học đầu tiên năm 1897.